# Mantou Dao
Mantou Dao (chinesisch 饅頭島 ‚Mantou-Insel‘) ist eine kleine Insel vor der Ingrid-Christensen-Küste des ostantarktischen Prinzessin-Elisabeth-Lands. Sie liegt vor der Landspitze Steinnes ostnordöstlich der Larsemann Hills.
Chinesische Wissenschaftler benannten sie im Jahr 1993 deskriptiv aufgrund der Ähnlichkeit ihrer Form mit einem Mantou-Brot.